# Villaseco del Pan
Villaseco del Pan es una localidad y municipio situado en la comarca de Tierra del Pan, en la provincia de Zamora, perteneciente a la comunidad autónoma de Castilla y León (España).

## Toponimia
Alto de Las Namillas, Alto Raliza, Camino de Encima, Camino del Reñidero, Camino Las Viñas, Camino Valdeagustina, Carbellino, Carbellino Vizán, Carragenjo (791 m), Carrecabezas, Carresalinas, Carresamiñinos (782 m), Cerro Camino Muelas, Corniera, Dehesa de Raliza, El Castillo, El Colmenar, El Cuervo, El Cueto, El Juncal, El Pedregal, El Peleín, El Pilo, Encima Ejido, Era del Viso, Gavia Honda, La Cabeza, La Era del Campo, La Iglesia, La Portilla, La Portuguesa, La Salgada, La Serrana, La Zureta, Las Babolillas, Las Chanas, Las Chaves, Loja, Los Espineros, Los Picotinos, Marfollera, Montinegro, Namilla, Peña Blanca (764 m), Peña del Carro, Peñaesculca, Quiñones de La Gallega, Quiñones de La Palla, Quiñones de Tirocanto, Quiñones La Huelga, Raya de Villaseco, Recodo, Retalaviña, Ribalañal, Rita Chana, Ritalobos, San Andrés, Sansoles, Sol Menor, Urdial, Valbueno, Valdemolinos, Valdepoyo, Valdesenando, Valdesoyo, Viñuela.

## Geografía
Villaseco del Pan se encuentra enclavado entre el Duero y el Esla, al comienzo de los Arribes del Duero, por lo que su territorio es considerado como un espacio privilegiado, en el que aún es posible disfrutar de la naturaleza en estado puro. Situado en el oeste de la provincia de Zamora, su término municipal abarca una superficie de 10,19 km², distando 22 km a la capital de la provincia y 43 km de la localidad portuguesa de Miranda do Douro.
- Código INE: 49269
- Precipitaciones: 485 mm/año
- Temperatura: Mínima: -0,4 / Media: 11,9 / Máxima: 29,9 (en °C)
- ETP anual: 687 mm
- Actividad económica: Agricultura y ganadería.
- Ríos: Duero y Esla
- Cerro de mayor altura: Carragenjo (791 m)

## Historia
Durante la Edad Media la localidad quedó integrada en el Reino de León, siendo repoblada por sus monarcas y citada por primera vez a finales del siglo XII. Así, Villaseco es una de las villas que, con motivo de una carta de donación de Alfonso I de Portugal en 1172 a Pedro Menéndez, aparece recogida en dicha misiva. Dos años más tarde, en 1174, el rey Fernando II de León da a Pelayo Tabladelo unas viñas en este pueblo y en 1181 Pedro Fernández dona al Cabildo Catedral de Zamora "las tercias de unos diezmos", fecha en que quien disfrutaba de los diezmos y primicias de Villaseco era una hija de Pedro Venceci, llamada María.
Durante la Edad Moderna Villaseco formó parte del Partido del Pan de la provincia de Zamora, tal y como reflejaba en 1773 Tomás López en Mapa de la Provincia de Zamora.
Así, al reestructurarse las provincias y crearse las actuales en 1833, la localidad se mantuvo en la provincia zamorana, dentro de la Región Leonesa, integrándose en 1834 en el partido judicial de Zamora.
Así se describe a Villaseco en el tomo XVI del Diccionario geográfico-estadístico-histórico de España y sus posesiones de Ultramar, obra impulsada por Pascual Madoz a mediados del siglo XIX:

Lugar con ayuntamiento, en la provincia, partido judicial y diócesis de Zamora (4 leguas), audiencia territorial y capitanía general de Valladolid (19 leguas); SITUADO en la confluencia de los ríos Duero y Esla; su CLIMA es templado, y sujeto a tercianas y cuartanas. Tiene 86 CASAS; la consistorial y cárcel; escuela de primeras letras, iglesia parroquial (Santa Eufemia) servida por un cura de primer ascenso y presentación del mayorazgo de D. Antonio Fernández de Córdoba; y buenas aguas potables. Confina con Almaraz, ríos Esla y Duero, y Muelas. El TERRENO es de tercera clase y pedregoso. Los CAMINOS son vecinales y  dirigen a Zamora, de cuyo punto recibe la CORRESPONDENCIA. PRODUCCIONES: trigo, centeno, algunas legumbres y pastos; cría ganados vacuno y lanar; caza de conejos, perdices y liebres, y pesca de truchas, anguilas y otros peces. POBLACIÓN: 101 vecinos, 411 almas. CAPITAL PRODUCTIVO: 326.700 reales. IMPONIBLE: 17.089. CONTRIBUCIÓN: 5.657 reales un maravedí.
Diccionario geográfico-estadístico-histórico de España y sus posesiones de Ultramar

## Geografía humana

### Demografía
Cuenta con una población de 207 habitantes (INE 2024).
| Gráfica de evolución demográfica de Villaseco del Pan entre 1842 y 2021 |
| |
| Población de derecho según los censos de población del INE Población de hecho según los censos de población del INEEn estos censos se denominaba Villaseco: 1842, 1857, 1860, 1877, 1887, 1897, 1900, 1910, 1920, 1930, 1940, 1950, 1960, 1970, 1981 y 1991 |

## Alcaldes
- 2011 - actualidad: Felipe Cuesta González (PP)
- 2007 - 2011: Gonzalo Ortiz Dorda (PP)
- 1999 - 2007: Francisco Martín Miguel (PP)

## Turismo
El edificio más emblemático es la iglesia parroquial, construida en honor a Santa Eufemia, en cuyo interior se guarda una talla de gran valor, el Crucificado, que data del siglo XIII y que ha sido totalmente restaurada. Debido a su elevado interés fue expuesta en la exposición de Las Edades del Hombre en Zamora.

## Fiestas
- Santa Eufemia, el 16 y 17 de septiembre, es la Santa que veneran los vecinos del municipio y es en estas fechas cuando se celebra en Villaseco su fiesta mayor.

## Deportes
Entre 2008 y 2017 hubo un club representativo de la localidad, el Villaseco F.S. Dedicado al fútbol-sala durante los primeros años de su historia, en la temporada 2014-2015 el club da el paso a la competición en fútbol once (si bien mantenía su denominación como F.S.) con un equipo de aficionados sénior, compitiendo ese año en la segunda provincial de Zamora. En la 2015-2016 asciende a primera provincial (por reorganización de las ligas provinciales), categoría en la que se mantuvo en la temporada siguiente. Acabó duodécimo en la temporada 2016-2017, abandonando la competición. Su uniforme era camiseta y pantalón naranja.

## Cultura tradicional
El grupo folklórico Candeal ha realizado la grabación de las Galas de Villaseco, una canción tradicional de tema nupcial (epitalamio) donde se glosan diversas alabanzas a los novios y a los asistentes.